# Ройалтон (Міннесота)
Ройалтон (англ. Royalton) — місто (англ. city) в США, в округах Моррісон і Бентон штату Міннесота. Населення — 1281 особа (2020).

## Географія
Ройалтон розташований за координатами 45°49′49″ пн. ш. 94°17′34″ зх. д. / 45.83028° пн. ш. 94.29278° зх. д. (45.830220, -94.292678).  За даними Бюро перепису населення США в 2010 році місто мало площу 5,15 км², уся площа — суходіл.

## Демографія
Згідно з переписом 2010 року, у місті мешкали 1242 особи в 455 домогосподарствах у складі 324 родин. Густота населення становила 241 особа/км².  Було 487 помешкань (95/км²).
Расовий склад населення:
| - 99,0 % — білих - 0,4 % — азіатів |

До двох чи більше рас належало 0,6 %. Частка іспаномовних становила 0,9 % від усіх жителів.
За віковим діапазоном населення розподілялося таким чином: 31,6 % — особи молодші 18 років, 59,0 % — особи у віці 18—64 років, 9,4 % — особи у віці 65 років та старші. Медіана віку мешканця становила 30,6 року. На 100 осіб жіночої статі у місті припадало 100,3 чоловіків;  на 100 жінок у віці від 18 років та старших — 100,2 чоловіків також старших 18 років.
Середній дохід на одне домашнє господарство  становив 54 676 доларів США (медіана — 47 841), а середній дохід на одну сім'ю — 61 910 доларів (медіана — 51 938). Медіана доходів становила 44 427 доларів для чоловіків та 32 096 доларів для жінок. За межею бідності перебувало 16,9 % осіб, у тому числі 23,8 % дітей у віці до 18 років та 9,3 % осіб у віці 65 років та старших.
Цивільне працевлаштоване населення становило 625 осіб. Основні галузі зайнятості: освіта, охорона здоров'я та соціальна допомога — 26,2 %, виробництво — 17,1 %, роздрібна торгівля — 14,9 %.